# Епархия Килмора
Епархия Килмора (лат. Dioecesis Kilmorensis, ирл. Deoise na Cille Móire) — диоцез Римско-католической церкви, в составе митрополии Армы в Северной Ирландии.
По состоянию на 2016 год клир епархии насчитывает 80 священников (75 епархиальных и 5 монашествующих). После отставки епископа Филип Лео О’Рейли по медицинским показаниям в декабре 2018 года Престол два года оставался вакантным. 29 июня 2020 года папа назначил Мартина Хейза епископом Килмора; он был рукоположён 20 сентября того же года.

## Территория
Епархия охватывает бо́льшую часть графства Каван и частично графства Литрим, Фермана, Мит и Слайго. Крупнейшие города — Бейлиборо, Баллиджеймсдафф, Каван, Манорхамилтон и Верджиния.

## История
Изначально епархия Килмора называлась Брейфне (Tír mBriúin; с гэльского означает «земля потомков Бриона», королей Коннахта из династии Уи Бриуин). Епархия была официально признана и утверждена кардиналом Джованни Папарони на Келлском синоде в 1152 году. Границы епархии примерно примерно совпадали с территорией королевства Брейфне (почти всё графство Каван, северная часть графства Литрим и частично графства Фермана, Мит и Слайго).
В 1454 году епископ Эндрю Макбрейди получил от папы Николая V разрешение сделать кафедральным собором епархии церковь в Килморе, построенную святым Фелимом в VI веке. Перестроенный собор стал известен как An Chill Mhór («Великая Церковь»). Англизированный вариант «Килмор» дал современное название епархии.
В середине XVI века во время Реформации в Ирландии католики утратили древний собор. Спустя 200 лет епископ Денис Магуайр (1770—1998) начал процесс восстановления семинарий и церквей. Епископ Джеймс Браун (1827—1865) продолжил работу, основав епархиальный колледж в 1839 году. В 1938—1942 годах при епископе Патрике Лайонсе (1937—1949) был восстановлен старый католический собор в Каване. Нынешний неоклассический собор с 70-метровым шпилем посвящён святым Патрику и Фелиму.

## Ординарии
Епископы Килмора начиная с XIX века:
- Джеймс Диллон[англ.] (1800—1806)
- Фаррелл О’Рейли[англ.] (1807—1829)
- Джеймс Браун[англ.] (1829—1865)
- Николас Конати[англ.] (1865—1886)
- Бернард Финеган[англ.] (1886—1887)
- Эдвард Макгеннис[англ.] (1888—1906)
- Эндрю Бойлан[англ.], редемпторист (1907—1910)
- Патрик Финеган[англ.] (1910—1937)
- Патрик Лайонс[англ.] (1937—1949)
- Остин Куинн[англ.] (1950—1972)
- Фрэнсис Джозеф Маккирнан[англ.] (1972—1998)
- Филип Лео О’Рейли[англ.] (1998—2018)
- Мартин Хейз[англ.] (с 2020)